# Мятлиха
Мятлиха — деревня в Тутаевском районе Ярославской области. Входит в состав Левобережного сельского поселения.

## История
В 1968 г. указом президиума ВС РСФСР поселок при Тутаевском кирпичном заводе № 1 переименован в Мятлиха.

## Население
| 2007 | 2010 |
| ---- | ---- |
| 3    | ↘0   |